# لوفوتريلفير
لوفوتريلفير (بالإنجليزية: Lufotrelvir)‏ ويرمز إليه باسم: «PF-07304814»؛ هو عقار ضد مرض فيروس كورونا، من تطوير وإنتاج شركة فايزر الأمريكية، مخصص للإعطاء عن طريق الوريد للمرضى في المستشفيات من المصابين بأعراض شديدة من مرض كورونا. يعد العقار المضاد للفيروسات مثبطًا بروتيازيًا، وهو قيد التجارب السريرية في الولايات المتحدة، وقد أظهر تجاوبًا مع متحورات كورونا المختلفة، إلّا إنه كان الأقل تفضيلًا للتطوير السريري بشكل عام مقارنة بعقار نيرماترلفير المطوّر أيضًا من قبل شركة فايزر، والذي يؤخذ على هيئة أقراص عن طريق الفم.